# Adam Tanner (Fußballspieler)
Adam David Tanner (* 25. Oktober 1973 in Maldon) ist ein ehemaliger englischer Fußballspieler. Der variabel einsetzbare Spieler verbrachte einen Großteil seiner Profikarriere bei Ipswich Town.

## Karriere
Tanner kam 1990 als Trainee (dt. Auszubildender) zu Ipswich Town und erhielt im Sommer 1992 vor der Premierensaison der Premier League seinen ersten Profivertrag. In den folgenden beiden Spielzeiten blieb Tanner ohne Pflichtspieleinsatz, neben gelegentlichen Berufungen auf die Ersatzbank war er zumeist für das Reserveteam aktiv. Zu seinem Debüt kam Tanner in der Spielzeit 1994/95, als er am 2. Januar 1995 zu einem 4:1-Erfolg gegen Leicester City mit einem Treffer beitrug, der von den Vereinsanhängern zum Tor des Jahres gewählt wurde. Auch am folgenden Spieltag, einem 1:0-Sieg gegen den FC Liverpool – der erste Sieg an der Anfield Road in der Geschichte von Ipswich Town – zeichnete er sich als Torschütze aus. Trotz der beiden Erfolge endete die Saison für Ipswich als Tabellenletzter fernab der Nichtabstiegsplätze.
In den folgenden Spielzeiten erwarb sich Tanner, dessen Stärken ein kraftvoller Schuss und lange präzise Pässe in die Sturmreihe waren, zunehmend einen Ruf als variabel einsetzbarer Spieler, der gleichermaßen in der Innenverteidigung, im zentralen Mittelfeld oder auf den defensiven Außenpositionen einsetzbar war. Diese Flexibilität machte ihn zu einer beliebten Option auf der Ersatzbank, verhinderte aber gleichzeitig, dass er sich in der Stammmannschaft etablieren konnte. Im Januar 1997 wurde bekannt, dass Tanner bei einem im Dezember 1996 durchgeführten Dopingtest positiv auf Kokain getestet wurde, woraufhin er eine dreimonatige Sperre durch die Football Association erhielt. Der Verein sah von einer Vertragsauflösung ab und Tanner gab am letzten Spieltag der Saison 1996/97 sein Comeback. In den folgenden Spielzeiten weiterhin Ergänzungsspieler, laborierte er ab April 1999 an einer Knieverletzung, durch die seine Einsatzchancen weiter geschmälert wurden. Im November 1999 sorgte er erneut für Schlagzeilen abseits des Platzes, als er unter Alkoholeinfluss ein parkendes Fahrzeug rammte und anschließend Fahrerflucht beging. Vor Gericht gestand er seine Schuld ein und wurde im Februar 2000 zu zwölf Monaten auf Bewährung, einem dreijährigen Fahrverbot und 80 Stunden gemeinnütziger Arbeit verurteilt. Im März 2000 verließ er Ipswich ablösefrei und wechselte zum Viertligisten Peterborough United, kam für den Klub bis zu seinem Abgang zum Saisonende aber nicht zum Einsatz.
In der Sommerpause 2000 kam er zum Drittligisten Colchester United, mit dem er bereits vor seinem Wechsel zu Peterborough in Verbindung stand, sein dortiges Engagement endete aber nach nur wenigen sporadischen Einsätzen bereits im Januar 2001. Tanner schloss sich daraufhin dem Meisterschaftskandidaten FC Canvey Island in der sechstklassigen Isthmian League an. Mit Canvey gewann er im Mai 2001 die FA Trophy durch einen 1:0-Erfolg über die Forest Green Rovers, nachdem sich Canvey Island im Verlauf des Wettbewerbs gegen fünf höherklassige Klubs durchgesetzt hatte, Tanner wurde im Finale in der Schlussphase eingewechselt. Die Liga beendete der Klub auf dem zweiten Rang hinter Farnborough Town und verpasste damit den Aufstieg in die Football Conference. Im Februar 2002 verließ Tanner den Klub wieder, über weitere Vereinsstationen ist nichts bekannt.